# Calodexia bella
Calodexia bella là một loài ruồi trong họ Tachinidae.